# Melchior Stöckl
Melchior Stöckl (* 5. Januar 1891; † 20. Jahrhundert) war ein deutscher Elektrotechniker.

## Leben
Melchior Stöckl studierte an der Technischen Hochschule München. Von 1917 bis 1920 war er wissenschaftlicher Assistent am Elektrotechnischen Institut. Im Jahre 1922 wurde er mit einer Arbeit über Wellenstrommagnetisierung und Wellenstrommessungen mit eisenhaltigen Messgeräten promoviert.
Am Ohm-Polytechnikum (heute: Technische Hochschule Nürnberg Georg Simon Ohm) wurde er Professor für Maschinenbau und Elektrotechnik.
Er war der jüngere Bruder des Regensburger Physikprofessors Karl Stöckl.

## Publikationen
- Wellenstrommagnetisierung und Wellenstrommessungen mit eisenhaltigen Messgeräten. Dissertation, München 1922.
- mit Franz Moeller, Friedrich Wolff: Leitfaden der Elektrotechnik. Band 1: Grundlagen der Elektrotechnik. Teubner, Leipzig/Berlin 1942.
- mit Hans Fricke, K. H. Winterling: Leitfaden der Elektrotechnik. Band 4: Elektrische Messtechnik. Teubner, Stuttgart 1978.